# ライオン・ガード
『ライオン・ガード』（The Lion Guard）とは、『ライオン・キング』の主人公・シンバの第二子であるカイオンを主人公としたスピンオフ作品である。

## 概要
日本ではディズニー・チャンネル、ディズニージュニアで放送されている。日本語および英語による字幕放送を実施（カイオンの声は黄色、バンガの声は水色、その他のキャラクターの声は白で表示される）。
各話の中でミュージカルシーンが存在する。

## ストーリー
プライドランドの王シンバの息子のカイオンは、幼馴染のラーテルのバンガとバオバブボールで遊んでいると、バオバブの実が危険なアウトランドへ落ちてしまう。カイオンはここまでだと諦めようとするが、バンガは気にせずこっそり忍び込みバオバブの実を取りに行った。そんな時、ハイエナのリーダー、ジャンジャの手下のチーズィとチュングに捕まってしまった。それを見たカイオンがバンガを離すようにと言ったが、二人に「弱虫」だとからかわれてしまい、バンガをジャンジャの元へ連れて行こうとしたその時だった。「バンガを離せ！」と怒り狂ったカイオンが、雄叫びをあげた。そして、雲がライオンのような顔の形に変化した。二人は、なんとかアウトランドから逃げ出す事に成功し、プライドロックへ戻った。その後、ラフィキが「新たな伝説が生まれた」と衝撃の一言を口にした。なんとカイオンは、ライオン・ガードというガーディアンのリーダーと選ばれた。
ライオン・ガードは本来、雄のライオンしかいなかったが、カイオンは先祖たちの助言によってその掟を打ち破り、バンガと友達のチーターのフーリ、シラサギのオーノ、カバのべシティがメンバーとして加わった。最初はバンガを除いた友達は不審に思っていたが、彼のためなら頑張る覚悟を決め、シンバからも認められる。ジャンジャ達ハイエナを始め、ハゲワシの議長ムジュンゴやジャッカルのリーダーレイレイなどの宿敵に挑みながら、「プライドランドがある限り、ライオン・ガードは戦う！」とカイオンたちの冒険が始まる！

## 登場キャラクター
担当声優名は日本語吹き替え版のもの。

### 主人公
カイオン（Kion）
声 - 高倉有加
シンバの第二子でキアラの弟で、本作の主人公。新たなライオン・ガードのリーダーで、ライオン・ガードのメンバーの中の”最も強き者”。一人称は「僕」。
外見はシンバの子供時代とほぼ同じだが、キアラの兄にあたる絵本版のコパと同じく子供ながら鬣がわずかに生えている。後に成長し、体つき、牙、雄叫びの威力等が強くなっている。将来プライド・ランドの女王となる姉のキアラを支える為に、祖先の魂達が授ける雄たけびの力でプライド・ランドを守る力を得る。激怒した時に雄叫びを使ってはいけないと考えているが、制御ができない為、味方まで巻き込んでしまうこともある。ナラの励ましもあり、立ち直った。シーズン3では、初代ライオン・ガードのリーダーのアスカリの霊に助けられ、雄叫びの更なる力を会得した。
正義感が強くお人好しである為、ライオン・ガードの仲間を部下としてではなく友として扱っている。口癖は「ヘイヴィ・カビーサ！」（ねえ、完全に！）。生真面目だがキアラに対して頑固で口喧嘩をすることがあるが、仲間や家族も守りたいと思っている。
スカーとの戦いでは、雨を降らせてスカーを倒すことに成功したが、スカーの策略により、ウシャリの毒を目に受けて狂暴化したり自我のコントロールを失ったりしたため、その治療のためにプライド・ランドを離れている。
公式の続編である『ライオン・キング2 シンバズ・プライド』では登場してはおらず、どのような扱いなのかは不明だが、カイオン達が『シンバズ・プライド』に登場しない理由も明かされるという。
シーズン3で最終決戦後、プライド・ランドから離れて命の樹へ向かう途中、インドライオンの姫君のラニと出会う。仲良くなっていくうちに、惹かれ合うようになる。最終話では彼女と結婚した。
シンバ（Simba）
声 - 宮本充
『ライオン・キング』の主人公であり、カイオンの父親で『ライオン・キング2』の同様の準主人公にあたる。プライド・ランドの現王。
カイオンとキアラの父親でもあり先代のライオン・ガードでもあったスカーの事を語り、将来の王になるキアラを支えるようカイオンにライオン・ガードとしての仲間を見つけるように伝える。初めは見つけた仲間がライオンでなかったので呆れていたが、キアラを救われると認めた。バンガとは後に互いを兄弟と認識して仲良くなった。

### 友達

#### 『ライオン・ガード』のメンバー
バンガ（Bunga）
声 - 澁谷梓希
雄のラーテル（ただし、ラーテルの英語名が「Honey badger」であるため穴熊と紹介されていることもある）。
素晴らしいという言葉を「すばんがらしい」（字幕版では「すごバンガ」。un-Bunga-lievable）という事がある。口癖は「ズカ・ザマー!」（恐れずに飛び込め!）。一人称は「俺」。
ライオン・ガードのメンバーの中の”最も勇ましき者”。大胆不敵で調子がいい性格をしている。蛇や毒に対して免疫があり、強力な防御力と屁が得意。ティモンとプンバァの養甥でシンバの養弟で、ハクナ・マタタのモットーを受け継いでいる。産みの親や家族は不明で、フーリ同様に幼いころから一人で生きてきた。虫（中でもプライド・ランドで一番珍しいフンコロガシの幼虫ウタム）が大好物。
シーズン3では、同じラーテルの雌ビンガと出会うが、初めて出会った自分より臭い匂いの生き物なため対抗心を持っていたが、ラーテルとしての優劣を競う間に仲良くなり惹かれ合う。
オーノ（Ono）
声 - 高坂宙
雄の白鷺（ただしショウジョウサギと紹介されていることもある）。
ライオン・ガードのメンバーの中の”最も見通せし者”なだけでなく聡明で博識。口癖は「ハパーナ!」（拙い!）。一人称は「僕」。目を負傷した際には、それまでの役目をアンガに委任し、代わりに”最も聡明な者”として活躍した。
真面目な性格で少し抜けているところもあるが、世話好き。生まれたばかりのシュモクドリの女の子、オーナに手を焼いていたが、後に自分の赤ちゃんっと間違えたりした。彼女の母親クリンダと共に親子ダンスをした。
フーリ（Fuli）
声 - 矢野亜沙美
雌のチーターで、キングチーターの特徴を持つ。額にハートの模様がある。ライオン・ガードのメンバーの中の”最も速き者”で、史上初の雌メンバー。まだ子供だがプライドランドで最速を誇る。
自信家で物事を割とはっきり言う性格。狩りの時一匹で行動するのが好きだが、仲間といるのも好き。毛皮がとても柔らかい。体が濡れるのを著しく嫌う。家族がいないため、ライオン・ガードのメンバーを家族の様に思っている。
口癖は「フウェズィ!」（あなたには無理!）。一人称は「私」。
シーズン3では、初めて自分と同じチーターの雄アザードと出会い、お互いに惹かれ合う。
ベシティ（Beshte）
声 - 佐伯美由紀
雄のカバ。ライオン・ガードのメンバーの中の”最も逞しき者”で怪力を持つ楽天家。口癖は「トゥウェンデ・キボコ!」（さぁ行こう、カバ!）。一人称は「僕」。
かなりおしゃべりが大好きで、つい長話をしてしまう。
アンガ（Anga）
声 - 柚木尚子
雌のゴマバラワシで紫の体色が特徴。オーノよりも上空を飛べる。口癖は「アンガレンガ!」（彼は託すことが出来ます!）。一人称は「私」。
初登場した際は無口で会話があまり成り立たなかった。オーノが負傷したため、”最も見通せし者”の代役を務めている。
冷静で優しい性格。

#### 『ライオン・ガード』のメンバー以外
マキーニ（Makini）
声 - ミルノ純
世話好きで場を盛り上げるのが得意な雌のマンドリル。ラフィキの弟子。ジャスィリ同様、正式なライオン・ガードのメンバーではない。一人称は「あたし」。好奇心旺盛で活発な性格。
シーズン2では、まだ未熟でよく杖を失くしたり折られたりする。
ジャスィリ（Jasiri）
声 - 橋爪紋佳
雌のハイエナで、姉のマドアがいる。雌なのに雄よりやや小柄である。一族のリーダー的な存在。笑いが魅力で明るく友達想いの優しい性格。モットーは「スィスィニサワ」（私達は同じ）。一人称は「私」。
アウトランドで暮らすが、ジャンジャたちとは仲間ではないと言っており、ジャンジャたちもジャスィリが縄張りを通り掛かると攻撃してくるが、何度も撃退してきた。
ジャスィリは非常に懐が深く、最初はハイエナに偏見をもっていたカイオンを救い改心させ、自分達を殺そうとしたジャンジャたちを許している。ジャンジャの一族とも仲間になり、スカーとの戦いの後、アウトランドの動物の女王になり、プライド・ランドから離れたライオン・ガードの帰りを待つことになる。
後に、「スィスィニサワ」の精神がスカーの軍団を壊滅させる切っ掛けとなり、カイオンとは愛とも取れる特別な絆を示す描写がなされている等、出番は多くないが特別な存在である。また、二人が出会ったエピソードは個別に書籍化されている。
カイオンとジャスィリの関係は、ドイツで発売されたオーディオブック等における、シンバの息子のコパと雌ハイエナのアサンテの関係に類似していたり（出会った際の描写や過去を乗り越え種族を越えた絆も結ぶ事も合致している）、カイオンとはかつてのシンバとナラを思わせる描写もなされている。実際、原語版ではカイオンとジャスィリの会話に度々「アサンテ（スワヒリ語でありがとうを意味する）」という単語が使用されている。
シーズン3にて、カイオン、バンガ、フーリにはそれぞれ新たな同種の異性となるラニ、ビンガ、アザードが用意され、最終話にて結婚したカイオンとラニ以外のペアにも明確な恋愛を示唆する描写が導入されたが、ジャスィリとジャンジャに関してはそのような演出は最後までされなかっただけでなく、カイオンとジャスィリの絆を強調する場面が挿入された。
マドア（Madoa）
雌のハイエナでジャスィリの姉で、妹がライオンと友達になった事に最初は驚いたが、後にカイオンにジャスィリ達の救出を請う。しっかり者で優しい。孤児の可能性があるウェマとトゥヌをジャスィリと共に育てている。
ウェマ
雌のハイエナ。マドアとジャスィリに家族のように暖かく育てられている。人見知りだが好奇心旺盛な性格。ウェマ、ジャスィリ、トゥヌはジャンジャたちに襲われて、火口に突き落とされただけでなく3匹が焼死するのをジャンジャたちが楽しみにするという残虐な罠にはめられたが、マドアがカイオンに助けを求めた事で、ライオン・ガードにすんでのところで救われた。
トゥヌ
雄のハイエナ。ウェマと仲良しで、マドアとジャスィリに育てられている。内気で大人しい性格。

#### 『ライオン・キング』より登場している仲間達
ラフィキ（Rafiki）
声 - 駒谷昌男
雄のマンドリル。呪術師のような存在。よく洞窟に絵を描いている。また、声優はこれまでのシリーズでは槐柳二が担当していたが、2017年に死去したため、駒谷に交代。
『ライオン・キングのティモンとプンバァ』には甥が登場し弟子入りしたが、マキーニとの血縁関係は不明。
ザズー（Zazu）
声 - 梅津秀行
雄のサイチョウ。先代ムファサよりプライド・ランドの王家に仕えている存在。幼い頃のカイオンとバンガに手を焼いていた。
スカーの命令でジャンジャ達に捕まってしまうが、ライオンガードが来るまでシンバの昔話や日常などの話で時間稼ぎをした。
ティモン（Timon）
声 - 三ツ矢雄二、歌 - 不詳
雄のミーアキャット。バンガの養おじ。『ライオン・キング3 ハクナ・マタタ』では相棒のプンバァとともに主役を務め、おじと母親が登場している。やんちゃな子供の頃のシンバの子育て地獄の経験があった為、幼い頃のバンガが懐いてきたのが呆れていたが、すぐ仲良くなる。
プンバァ（Pumbaa）
声 - 畠中洋、歌 - 不詳
雄のイボイノシシ。バンガの養おじ。『ライオン・キングのティモンとプンバァ』では相棒のティモンとともに主役を務め、おじが登場している。幼い頃のバンガが懐いてきて、とっても可愛いと思ってすぐ仲良くなる。

### 家族・親族
家族は本人のカイオンや父のシンバを含めて、母、姉の4頭。4頭家族の他に『ライオン・キング2』から登場した在命中のコブとビタニ、そして過去における作中で亡くなったムファサとスカーとジラとヌカも登場する。

#### プライドランドのライオン
ナラ（Nala）
声 - RICO
『ライオン・キング』のヒロインであり、シンバの愛妻でカイオンとキアラの母親。落ち込むカイオンを慰める優しい性格。
キアラ（Kiara）
声 - 佐藤藍子
『ライオン・キング2』の主人公であり、シンバの第一子（ただし実は第二子だが『ライオン・キング』の最終編では兄が登場しているが没キャラとなっているため第一子の長女と名乗る）で、カイオンの姉。将来自分がプライド・ランドの女王となることを強く自覚しているが、ライオン・ガードを振り回していてカイオンと口喧嘩になることもあるが仲の良い姉弟である。シーズン3の最終話では既にコブと結婚している。
ズーリ
声 - 宮島えみ
キアラの友達の雌ライオン。青目のつり目。サバサバとして大人しい性格。いつも能天気なティーフを呆れている。かなりおしゃれ好き。シーズン3では未登場。
ティーフ
声 - 米本早希
キアラの友達の雌ライオン。緑目とアホ毛。能天気で人懐っこい性格。キアラを「リーダー」と尊敬していて興奮が収まらないが、ナラの前では冷静になる。実は暗い場所は苦手。シーズン3では未登場。

#### 『ライオン・キング2』よりの登場キャラクター
コブ（Kovu）
ジラの末っ子の次男で、ヌカとビタニとは異父弟に当たる。スカーの実子ではないため、作中ではキアラの夫にあたるので『ライオン・キング2』のエンディングではキアラと結婚している。シンバとナラの娘婿でカイオンの姉婿でもある。スカーと同じく左目に傷があることが特徴。本作ではキアラの弟であるカイオンと出会ったりしている。カイオンがシンバの息子である事を知った際には嬉しそうな表情を見せており、キアラに会える事を期待していた。アウトランドのライオンで唯一、カイオンとジャスィリにも友好的な姿勢を見せ、唯一カイオンの「英雄の雄叫び」に吹き飛ばされなかった。その後はジラの元へ去った。
シーズン3では既にキアラと結婚して王子になった。ライオン・ガードが帰ってきた時、カイオンと再会する。初めはカイオンからスカーだと勘違いされたが、キアラによって誤解を解いた。
ビタニ（Vitani）
ジラの長女でヌカの妹、そしてコブの異父姉。『ライオン・キング2』の終盤にプライドランドへ降伏。母、兄、弟に同様でカイオンと出会う。カイオンとジャスィリが一緒にいるのを見て関心していた。シーズン3では、カイオン達の不在の間に独自のライオン・ガード（メンバーは全員雌ライオン）を結成していた。帰郷したカイオン達を敵と誤解し戦った後、正式なライオン・ガードの座を巡って挑戦した。結果としてカイオン達に敗北するが、彼等が解散したので跡を継いでリーダーとなる。

#### 故人キャラクター
ムファサ（Mufasa）
声 - 大和田伸也
先代のプライド・ランドの王。キアラとカイオンの祖父であり現王シンバの父。実弟スカーの謀略によって殺害されている。
時折、迷うカイオンに天からアドバイスを与える幻のような存在。
死因は転落死もしくはヌーの群れによる事故死であり、実弟のスカーに崖から落とされて殺害された。死亡していることは肉体のことであり、『ライオン・キング』においてスカーに崖から落とされて暗殺された後もラフィキからは生きていると言っていることから天から思念体となった魂として現れるのでシンバ達を会いに来ることができ、本作では孫であるカイオンからは「ムファサおじいちゃん」と呼ばれている場面もある。
スカー（Scar）
声 - 壤晴彦
先代のライオン・ガードのリーダー。キアラとカイオンの大叔父であり現王シンバの父方の叔父。『ライオン・キング』のディズニー・ヴィランズでもある。本名は「タカ」。
かつてはライオン・ガードのリーダーとして精力的に行動していたが、とある悪のライオンとコブラに騙されて目に毒の傷を受けた。悪党たちをすぐに葬ったが、そのライオンの理論である「力ある者が統べるべき」という理論に同調していたこともあり、ムファサに悪党たちを倒した事を報告した際に、本当は褒められる事を期待していたのにムファサが「スカー」というあだ名をつけたことに恨みと（ムファサの王としての器に）失望を抱いた。後に、プライドランドをのっとる計画をガードのメンバー達に持ち込んだが拒絶され、怒ったスカーは、正義の力「英雄の雄叫び」をチームに向けて放ってしまう。それによって、プライドランドを守るライオン・ガードは全滅し、スカーは、正義の力である「英雄の雄叫び」を悪事に使ったために力を失った。
死因は戦死であり、実の甥であるシンバに崖から突き落とされ、その後はハイエナたちに食べられ殺害された。享年不明。
カイオンが雄叫びを火山で使用したことにより、マグマと炎と煙の霊体として復活し、再度プライドランドを乗っ取りシンバ達を葬る計画を立てる。しかし、部下への扱い方は以前より荒っぽく、密偵でスパイであるトカゲ達に手下達を見張らせたりした為、ジャスィリに助けられたジャンジャからは疑問を感じられてしまい、裏切られる。最終決戦ではカイオンによって倒される。
ジラ（Zira）
アウトランドのメスライオンのリーダーで、コブとヌカとビタニの母親。『ライオン・キング2』のディズニー・ヴィランズで、『ライオン・キング2』よりの登場キャラクターの一つではあるだが、本作にも出番の登場はあるが作中では故人の設定によりこの記事に該当する。死因は水死であり、『ライオン・キング2』の終盤に川へ転落し、救おうとするキアラを振り払って溺死。本作では、ジャスィリ達の水場を奪ったことが発端でカイオン達と遭遇する。スカーと非常に親しかったため、「英雄の雄たけび」の雨を降らせるという効果と、スカーが「雄たけび」の力を失った理由も知っていた。これらを利用し、「ジャスィリ達が困っていたのにカイオンは雨を降らせずに放置していた」や「雄たけびをライオンに使うと力を失う」という嘘の理由付けでカイオンとジャスィリの絆を割こうとしたり、カイオン相手に有利に立ち回ったが、カイオンとジャスィリの絆の強さが虚言を上回り、更にバンガが「肝心なのは誰に雄たけびを使うこと」と助言をした事で、カイオンによってアウトランドのさらなる奥地、『2』での彼らの本拠地に追放された。シーズン3では既に死亡しており未登場。
ヌカ（Nuka）
ジラの長子の長男でビタニの兄、コブの異父兄。『ライオン・キング2』よりの登場キャラクターの一つではあるだが、本作にも出番の登場はあるが作中では故人の設定によりこの記事に該当する。死因は丸太による脳挫傷であり、『ライオン・キング2』では血の繋がった従兄弟であるシンバを捕らえようとするのも失敗し、足を滑られた上に丸太が頭部を直撃し、死亡した。悪役ではあるが、カイオンがシンバの息子である事を知った際にはコブと共に期待した表情を見せていた。コブの友達として勘違いされたが、母親が同じだけの兄弟ではあるのでコブからは兄さんと呼んでいる。シーズン3では既に死亡しており未登場。
アスカリ（Askari）
初代ライオン・ガードのリーダーであり、今でも彼等を称える年間行事が開催される。
初めてライオンとゾウの同盟を結び、ライオンガードを結成し、悪のライオンたちからプライドランドを守ったとされる。
シーズン3で霊体として現れ、ウシャリの毒に苦しむカイオンに、勇者の雄たけびの秘められた力を授ける。
スカーの（スカー以外の）本名は実はアスカリに由来し、（スカーに力ある者が国を統べるべきと吹き込んだ）とある悪のライオンとスカーを凶暴化させる毒傷をつけたコブラをスカーが退治したが、その事をムファサに褒めてほしかったのに、ムファサは（称賛のつもりで）「スカー（傷跡）」というあだ名をつけたが、スカーがそれを嘲笑と勘違いしたためにムファサを憎み、王として失望した。そして、ムファサの転覆に協力するようにスカーは自身のライオン・ガードのメンバーに命じたが拒否されたので逆上し、雄たけびの力でメンバー達を殺害したために祖先の魂達から雄たけびの力をはく奪された。

### プライドランドの住民
ピム
雄のハイラックス。臆病な性格。バンガの臭いを嗅いで逃げ出したが、マクウとの対決でバンガの背中にしがみつくようになる。
自分がピンチの時にライオン・ガードに何度も助けられる。
バシ
雄のカバ。べシティの父親。賢いカバでライオン・ガードの協力者である。お人好しで、改心したマクーを許している。
サーストン
雄のシマウマ。心配性でかなり忘れっぽい性格。賢いから道案内が得意と自慢しているが、よく自分の事をライオンガードの弱点にしてしまいチーズィ達を怒らせたこともある。
トゥイガ
雌のキリン。温厚で明るくさっぱりした性格。
ンベヤ
雄のサイ。かなり物知りでべシティ同様おしゃべり。
モトト
雄のゾウ。正義感が強く好奇心旺盛。ライオン・ガードのべシティに強い憧れを持つ。まだ子供だがゾウとしての才能を持つ。
クワト
雄のシマウマ。友達思いでライオン・ガードに強い憧れを持っている。まだ子供だが素早くて防御を制御する。
ムヒム
雌のシマウマで群れのリーダー。
スワラ
雌のガゼルで群れのリーダー。
ライニ
雌のガラコ。明るくお転婆で、よくトラブルの時に駆けつける。
ブプ
雄のアンテロープで群れのリーダー。クールでぶっきらぼう。
ハム
雄のシマウマでムヒムの息子。弱気だがバンガと仲良し。
ジフーディ
雌のキリンでトゥイガの娘。いたずら好きなお転婆娘。
クリンダ
雌のシュモクドリ。温厚で母性豊かなシングルマザー。生まれてきた娘をオーノの名前にちなんでオーナと名付けた。

### アウトランドの住民
ジャンジャ（Janja）
声 - 新田英人
カイオン達の宿敵であるアウトランドのハイエナたちのリーダー的存在。過去の記憶から、カイオン達とはほぼ同年代と推測される。彼とその一族は、シェンジたちの子孫または親戚とされている。頭の回転が早く気は荒っぽい性格だが、部族の仲間を思う心はある。あまり自分の計画をわかってないチャングとチーズィを「アホども」と呆れていて、ついには二人を追い出すこともあるが、自分をよく思わないネネとタノに罠にはめられてしまったため和解する。リーダーシップは優れているが、実は病弱で吐きそうになった事もある。ジャスィリ達を敵とみなしており、カイオンとジャスィリが一緒にいる事がますます気に入らない模様。スカーの命令もあり、彼女とその一族を殺す決意をしてしまう。
しかし、自身が絶体絶命の時にジャスィリに助けられたこと、ライオン・ガードとハイエナレジスタンスに必ず敗北してきた事、スカーの自分たちへの扱いの酷さ、ジャスィリやシンバ達が自分たちの罪を許したのもあり、善心が芽生えた事とスカーの側にいることに疑問を持ち、スカーを裏切る事となった。最終決戦後、ライオン・ガードがスカーを倒したことを報告し、ジャスィリを新しいアウトランドの女王と任命し、ジャスィリの一族との仲は改善し、ジャンジャの一族ごとジャスィリの一族に同化した。その後、旅に出たライオン・ガードを寂しげな表情で見送った。ジャスィリとジャンジャの間に恋愛感情を示唆させる描写は最終話でも一切描かれなかった。
チュング（Chungu）
声 - 白熊寛嗣
筋肉質で太めのハイエナ。かなり食い気で獲物のことしか考えてないが、チーズィと共に追い出されたとしてもジャンジャのことを心配したり、悩みこんでしまった彼を支えるほどお人好し。また、ジャンジャの理解者（本人曰く家族と思っている）でもあり、彼の一族と共にスカーを裏切ることになった。
チーズィ（Cheezi）
声 - 細谷カズヨシ
小柄でいつも舌を出しているハイエナ。笑い上戸でエドのようなポジション。脳は全くないがジャンジャ譲りの悪質を持つ。仲間想いな為、悩みを抱かえているジャンジャを気にかけて心配している。チャング同様ジャンジャの理解者であり、スカーを裏切る。その後、アウトランドの指導者と任命された。
ネネ
頭脳派のハイエナ。あらゆる計画を立てるが、リーダーであるジャンジャを罠をはめようとしたり、彼を利用してチャングとチーズィを追い出す卑劣な性格。タノと一緒にいるのが多く、顔つきはあまり良くない。チュング曰く「すごく意地悪でブサイク」らしい。
最終決戦では、ジャンジャと共にスカーを裏切り、ライオン・ガードと共戦することになった。
タノ
知恵者のハイエナ。礼儀正しいが腹黒い。ネネ同様、ジャンジャを罠にはめようとする。
最終決戦では、ネネ同様、ジャンジャと共にスカーを裏切った。
ムズィンゴ（Mzingo）
声 - 岡井カツノリ
『勇者の伝説』ではハイエナ陣営に於いてザズーのポジションにいた雄のハゲワシ議長。紳士的な行動をしているが、目標の為なら手段を選ばず老若男女とて容赦はしない。『勇者の伝説』以外ではジャンジャと別行動をとることも多く、ハゲワシの群れを率い議会を開く。初めはジャンジャとレイレイとはリーダー争いになっていた。しかし、最終決戦でジャンジャ同様考えを改めた。その後、ジャンジャとは友人になる。
ムウォーガ
声 - 佐野康之
ムズィンゴの手下のハゲワシ。頭の回転が速いが、ちょっとドジが多くよくライオン・ガードに痛い目にあわされる。
最終決戦では、ムズィンゴ同様考えを改めた。
レイレイ
声 - 福島桂子
雌のジャッカルでリーダー。ゴイゴイの妻。子持ち。姉御肌でしっかり者。ジャッカルは他の動物より賢いと思っているが、子供達のことで疑問を抱く事もある。ジャンジャやムズィンゴとはリーダー争いになっていたが、最終決戦ではジャンジャとムズィンゴ達同様、考えを改めた。
ゴイゴイ
雄のジャッカル。レイレイの夫でどこか抜けており憎めない部分もある。
最終決戦では、レイレイ同様考えを改めた。
ドーゴ
レイレイとゴイゴイの息子。母親の教育でずる賢さを持つようになるが、もともと素直で純粋は心を持っているため彼女の考えに疑問を持つ。いつか家族と共にプライドランドに住みたいと密かな夢を持っていた。
シーズン3では、家族と良好的になって、より素直になった。
キジャーナ
レイレイとゴイゴイの娘。母親の影響でずる賢い作戦を考える。お転婆で自己中心的な性格。
シーズン3では、ドーゴ同様に家族との仲が良好になり、自己中心的な性格から改心する。
キボリ
雄のクロコダイル。クールで、周囲が騒がしいのを呆れている性格。群れから追い出されてウシャリにスカーの元へ案内された。
最終決戦ではジャンジャ達同様、考えを改めた。
シュパル
雌のトカゲで見張り役のリーダー。赤い体で睫毛が長い。男勝りでジャンジャ達を捨て駒にさせるなど冷酷な性格。
ケンゲ
雄のオオトカゲ。暴れん坊で凶暴なため、周囲から恐れられている。

### その他
ウシャリ
声 - 臼木健士朗
雄のコブラ。冷酷で卑劣な性格で、バンガによくからんだり周囲に気味悪がられている。
当初はプライドランドで暮らしておりヴィランでもなかったが、ライオン・ガードに何度か踏まれたことや、誰も自分の事を尊敬されなかったことで敵対し、復活したスカーに仕えたという珍しい経歴を持つ。
最終決戦ではジャンジャ達ハイエナを捨て駒として切り捨て、カイオンに毒の傷をつける。スカーが倒された後、怒り狂ってカイオンに襲いかかるが、バンガに阻止されて共に溶岩の中へ落ちてウシャリのみが死亡した。
マクウ
雄のクロコダイルで新リーダーになる。当初は頭の回転が早く乱暴者な為、まだ数の少ない魚を好き放題に食べるために川に来た。カイオンとも対立する。その後は改心して、魚が増えすぎたら食べに行くと頭に入れて、その場を去った。シーズン2では、以前より丸くなってリーダーらしい事を苦労する一方、少しずつ慣れてきた。
プーア
雄のクロコダイルで元リーダー。過去では群れに入り込んだカイオンとバンガを襲いかかるが、ザズーによって阻止された。
マクーチャ
雄のヒョウでヒョウ族の中でも力が強い。遠くから遥々来る。シーズン3に至るまでいくどか改心を見せるような描写があったものの、結局は敵になってしまった。最終戦では命の樹の動物達を襲いかかるが、カイオンの完全マスターした雄叫びで他の仲間と共に飛ばされた。
パディリ
雄のヒョウ。気弱な性格だが心優しい。
ハディシ
伝説のワシ。勇敢だが実は自分が作ったデタラメで自信なさげであったが、オーノから本当のヒーローとは何かを教わった。シーズン2,3で鳥達の良きリーダーとして活躍し、オーノにその代理を務めさせる本物のヒーローとしての活躍がある。
ンピシ
故郷にはない獲物を探しに遠くから来た雌のチュウヒタカ。秘境でしつこく高飛車な性格で新鮮な獲物しか狙わない。生まれたばかりのオナを食べようとしたが、オーノによってそれを阻止されてしまう。その後、諦めてプライド・ランドから去ることにした。
キニョンガ
声 - 高井舞香
雌のカメレオン。恥ずかしがり屋で臆病だが、スカーの計画を密告してライオン・ガード に報告するスパイで頼もしい協力者。
ラニ
雌のライオン。気が強く心優しい性格。ナイトプライドのリーダー。
最終話でカイオンと結婚する。
ビンガ
雌のラーテル。お転婆でお節介な性格。バンガと同じラーテルとして対立する度に、お互いに惹かれ合う。

## エピソード
パイロット版
| サブタイトル | サブタイトル                | 原題                               | 放送日（米）    | 放送日（日本） |
| ------------ | --------------------------- | ---------------------------------- | --------------- | -------------- |
| 0            | ライオン・ガード/勇者の伝説 | The Lion Guard: Return of the Roar | 2015年 11月22日 | 2016年 4月16日 |

シーズン1
| サブタイトル | サブタイトル               | 原題                             | 放送日（米）   | 放送日（日本） |
| ------------ | -------------------------- | -------------------------------- | -------------- | -------------- |
| 1            | マクウとのたいりつ         | The Rise of Makuu                | 2016年 1月15日 | 2016年 5月15日 |
| 2            | ハイエナらしくないハイエナ | Never Judge a Hyena by Its Spots | 2016年 1月15日 |                |
| 3            | けんじゃバンガ             | Bunga the Wise                   | 1月22日        |                |
| 4            | キアラじょおう             | Can't Wait to Be Queen           | 1月29日        |                |
| 5            | オーノのめ                 | Eye of the Beholder              | 2月5日         |                |
| 6            | クパタナのおいわい         | The Kupatana Celebration         | 2月12日        |                |
| 7            | フーリのかぞく             | Fuli's New Family                | 2月19日        |                |
| 8            | ウタムのおもいで           | The Search for Utamu             | 2月26日        |                |
| 9            | ちいさなライオン・ガード   | Follow That Hippo!               | 3月18日        |                |
| 10           | オウチュウのとくぎ         | The Call of the Drongo           | 3月25日        |                |
| 11           | ラフィキのえ               | Paintings and Predictions        | 4月1日         |                |
| 12           | ンバリへいげんをめざせ     | The Mbali Fields Migration       | 4月22日        |                |
| 13           | バンガとおうさま           | Bunga and the King               | 4月29日        |                |
| 14           | おたけびのちから           | The Imaginary Okapi              | 7月8日         | 12月4日        |
| 15           | シロアリがいっぱい         | Too Many Termites                | 7月15日        | 12月25日       |
| 16           | ガラゴのおおさわぎ         | The Trouble With Galagos         | 8月5日         | 2017年 1月8日  |
| 17           | あたらしいともだち         | Janja's New Crew                 | 8月26日        | 12月18日       |
| 18           | ジャンジャのてした         | Baboons!                         | 9月23日        | 1月14日        |

## 特別放送概要
ディズニー・チャンネル内での特別編成では、新エピソードや特別エピソードが放送された。
つよいぞ がおお！ ライオン・ガードのにちようび (2018年1月28日)
「オーノとたまご」「ライオン・ガード／スカーのかげ」が日本初放送として放映された。
さいごのガオオ！ライオン・ガードだいほうそう (2020年11月7日)

## 余談
ライオン・ガードのリーダーが、祖先の魂達に授けられて体得する「勇者の雄たけび」は、原語版では「Roar of Elders（祖先達の吠え声）」となっている。
原語版のカイオン・ジャスィリ、ウシャリという重要キャラクターの各声優（Max Charles、Maia Mitchell、Christian Slater）は誕生日が8月19日である。